# Gildas Boclé
Gildas Boclé (* 1960) ist ein französischer Jazz- und Fusionmusiker (Kontrabass, Komposition), der häufig mit seinem Bruder Jean-Baptiste Boclé als Boclé Brothers und im Ethno-Jazz-Projekt Celtic Tales auftritt.

## Leben und Wirken
Boclé studierte zunächst auf den Konservatorien in Rennes und Versailles, wo er 1980 bzw. 1982 mit ersten Preise abschloss. Mit einem Stipendium setzte er seine Studien am Berklee College of Music in Boston fort. Daneben spielte er Konzerte mit Chick Corea und Eddie Gomez und anderen. Von 1986 bis 1989 gehörte Boclé zum Quintett von Gary Burton, mit dem er auch beim Montreux Jazz Festival, North Sea Jazz Festival, Umbria Jazz und dem Paris Jazz Festival auftrat. 1990–91 war er Mitglied im Orchester von Maynard Ferguson, mit dem er auch in Japan tourte. Bis 1993 lebte er in den USA, wo er auch mit Dizzy Gillespie, Clark Terry, Michael Brecker, Dave Liebman, Pat Metheny, Kenny Wheeler, Jerry Bergonzi, Diana Krall, Kenny Barron und Chris Potter auftrat.
Boclé arbeitete mit seinem Bruder auch als Boclé Brothers. Seit 1990 veröffentlichten sie drei Alben. Gemeinsam mit seinem Bruder Jean-Baptiste Boclé an der Hammondorgel trat er erstmals 1991 als Leiter der Gruppe Celtic Tales beim Festival in Douarnenez auf.
Seit 1994 lebt Boclé in Paris, wo er zunächst mit Daniel Humair, Paolo Fresu, Martial Solal und Nguyên Lê arbeitete. Im Bereich der keltischen Musik trat er auch mit Jacques Pellen und mit der bretonischen Gruppe Skolvan auf, 1999 mit Dan Ar Braz und Denez Prigent.
Das erste Album von Celtic Tales wurde 1997 veröffentlicht, mit dem Solisten Ronan Le Bars an den Uilleann Pipes. Die Gruppe interpretierte Eigenkompositionen der Brüder Boclé, die traditionelle keltische Musik mit Mitteln eines freien Jazz fusionieren. Im Jahr 2000 erschien das zweite Album Pas an dour auf dem Label Naïve. Das dritte Album von Celtic Tales Crossfields (2010) wurde unter Mitwirkung von Musikern wie Manu Katché, Canut Reyes (Sänger der Gipsy Kings) und Rodney Holmes realisiert. Mit Boclé als Regisseur entstanden auch Videoclips. Celtic Tales trat in Frankreich, aber auch international auch auf Festivals wie dem Festival interceltique de Lorient, Jazz sous les pommiers, dem JVC Paris Jazz Festival, Glasgow International Jazz Festival oder dem Boston Globe Jazz Festival auf.
Boclé gehörte auch zum Carol Escoffier Quintet, dem Louise Blackwell Quartet, dem Pascal Salmon Trio und dem Trio von Patrick Favre. Er ist überdies auch auf Alben von Jacques Pellen, Giovanni Mirabassi,  Stephan Eicher, Olivier Ker Ourio, Yoshino, Edouard Bineau und Camille Bertault zu hören.
Daneben arbeitete Boclé auch als Fotograf.

## Diskographische Hinweise
- Éric Barret, Bruno Nevez, Gildas Boclé, Peter Gritz: Elodie et Michaël (L’Oz 1997)
- Or Else (Seven Islands Records 2006, mit Walt Weiskopf, Gary Burton, Jean-Baptiste Boclé, Billy Drummond)
- Éric Le Lann, Nelson Veras, Gildas Boclé: I Remember Chet (Bee Jazz 2013)
- Country Roads (2014)
- Jean-Christophe Cholet, Gildas Boclé, Quentin Cholet: Initiatives (Infingo 2017)

Boclé Brothers
- Going Places (1990, mit John Abercrombie)
- Tales from the Reefs (1993)
- Keltic Project: Rock the Boat (2016)

Celtic Tales
- Celtic Tales (Seascape, Sony Music 1997)
- Pas an Dour (Naïve, 2000, mit Michael Brecker, Ronan Le Bars, Bernd Schoenhart, Jacques Pellen, Marcello Pellitteri)
- Crossfields (2010)